# Sharks Tooth
Der Sharks Tooth (englisch für Haizahn) ist ein kleiner und steilwandiger Felssporn im ostantarktischen Viktorialand. In den Prince Albert Mountains ragt er westlich des Beckett-Nunatak an der Nordflanke des oberen Abschnitts des Mawson-Gletschers auf.
Die Südgruppe einer von 1962 bis 1963 dauernden Kampagne im Rahmen der New Zealand Geological Survey Antarctic Expedition kartierte ihn und gab ihm seinen deskriptiven Namen.